# (3410) Верещагин
(3410) Верещагин (лат. Vereshchagin) — типичный астероид главного пояса, открыт 26 сентября 1978 года советским астрономом Людмилой Журавлёвой в Крымской астрофизической обсерватории и 12 сентября 1992 года назван в честь русского живописца и литератора Василия Верещагина.

## Обнаружение и именование
(3410) Верещагин
Открыт 26 сентября 1978 года в Научном Л. В. Журавлёвой.
Назван в честь русского публициста и военного художника Василия Васильевича Верещагина (1842—1904).
Оригинальный текст (англ.)3410 Vereshchagin
Discovered 1978-09-26 by Zhuravleva, L. at Nauchnyj.
Named for Vasilij Vasil'evich Vereshchagin (1842—1904), Russian publicist and war artist.
Источники: DISCOVERY.DB; M.P.C. 20835.

## Орбита

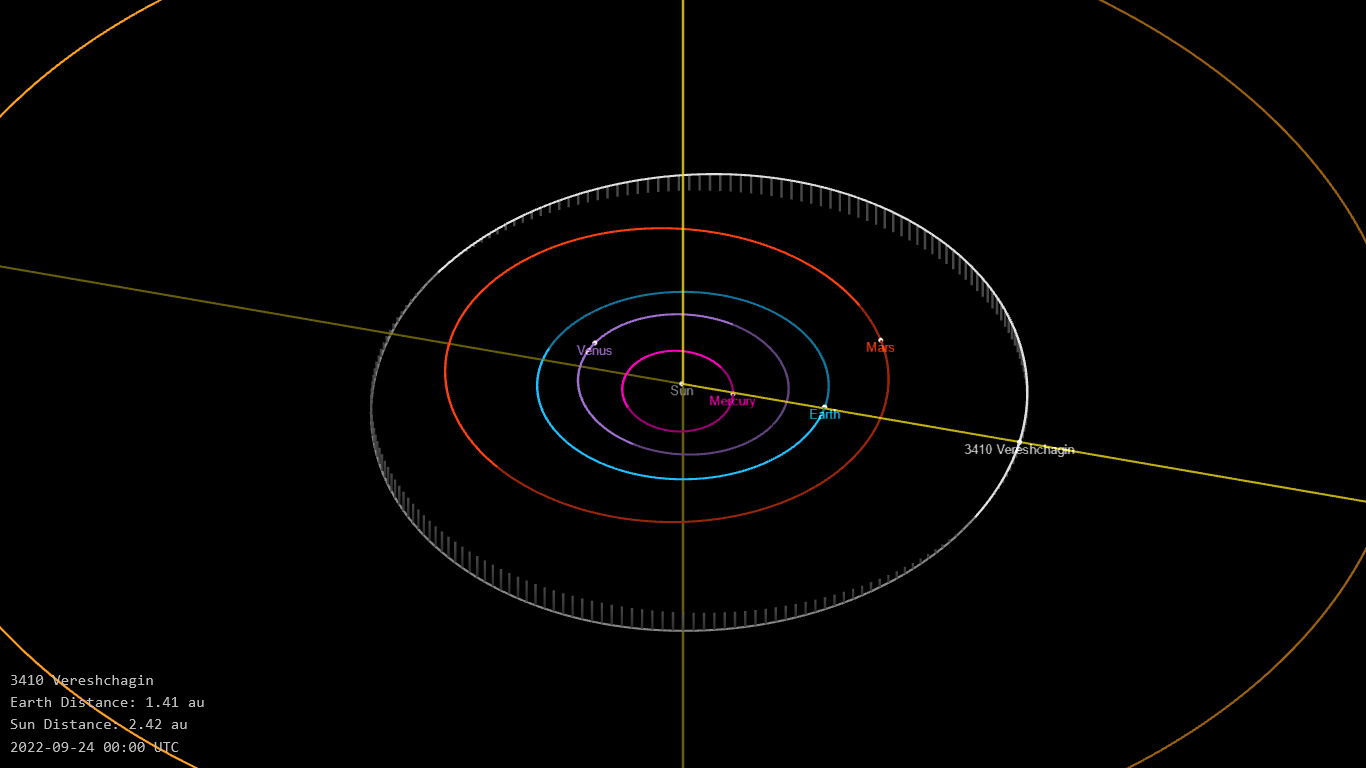
Орбита астероида Верещагин и его положение в Солнечной системе

## Физические характеристики
Астероид относится к таксономическому классу S.
По результатам наблюдений в видимом и ближнем инфракрасном диапазоне космического телескопа NEOWISE диаметр астероида оценивался равным 4,409±0,052 км. Согласно тем же источникам альбедо оценивается как 0,3624±0,0463 и 0,362±0,046.